# Монастырь Карановац
Монастырь Карановац (серб. Манастир Карановац) — восстанавливающийся разрушенный средневековый православный монастырь в населённом пункте Киевци общины Градишка Республики Сербской Боснии и Герцеговины.
Монастырь был основан не позднее XII века на руинах римского форта. На территории обители найдена кириллическая надпись, свидетельствующая о том, что в 1301 году здесь служил священник из монастыря Ловница. Монастырская церковь, от которой сохранился только фундамент, была построена из камня и римского кирпича, имела 16,7 м длины и 5,4 м ширины, а ширина притвора составляла 6,2 м. Вокруг руин храма обнаружены 54 могилы как мужчин, так и женщин и детей. Согласно местной легенде, монастырь был разрушен турками, а его камни использовали при постройке мечети Ферхадия в Баня-Луке (1579 год).
До Второй мировой войны на руинах обители размещалась часовня. В 2017 году началось восстановление монастыря.